# 大西基之
大西 基之（おおにし もとゆき、1996年3月29日 - ）は、日本の男子バレーボール選手である。

## 来歴
奈良県奈良市出身。友達に誘われたのがきっかけで中学1年生からバレーボールを始める。
西の京高等学校、大阪産業大学を経て、2017/18シーズン、V・チャレンジリーグI（当時のVリーグ2部リーグ）に所属する大分三好ヴァイセアドラーの内定選手となった。内定選手としてV・チャレンジリーグIの試合に出場しVリーグデビューも果たした。
2018年、大学卒業後に、大分三好ヴァイセアドラーに入団した。同年、これまでのVリーグに替わり新生V.LEAGUEが設立され、チームは1部のV.LEAGUE DIVISION1 MEN（V1男子）在籍となる。V1男子1シーズン目となる2018-19シーズン、V1の試合に出場しV1デビューを果たした。
2023年、2022-23シーズン終了をもって大分三好ヴァイセアドラーを退団した。移籍を希望している。
2024年8月、タイリーグのダイヤモンド・フード入団が発表された。

## 所属チーム
- 西の京高等学校（2011-2014年）
- 大阪産業大学（2014-2018年）
- 大分三好ヴァイセアドラー（2018-2023年）
- ダイヤモンド・フード（2024年-）